# Craniophora limbata
Craniophora limbata là một loài bướm đêm trong họ Noctuidae.